# Laura Howard
Laura Howard, teilweise auch gelistet unter ihrem richtigen Namen Laura Simmons, (* 1. Januar 1977 in Chiswick, London) ist eine britische Schauspielerin.

## Karriere
Howard ist hauptsächlich für ihre Rolle als Cully Barnaby, der Tochter von DCI Tom Barnaby aus der Fernsehserie Inspector Barnaby (Midsomer Murders), bekannt. In dieser Serie spielte sie in 42 Folgen.
Ihre erste Filmrolle hatte sie 1992 in der BBC-Komödie So Haunt Me. 

## Theater
- 1998: Der Widerspenstigen Zähmung
- 1999: Baumeister Solneß
- 2000: Arkadien
- 2002: Emma
- 2003: The Hotel in Amsterdam
- 2005: Dracula
- 2008: Switzerland
- 2008: The Blue Room
- 2009: Blick zurück im Zorn
- 2010: Two Women
- 2010: Communicating Doors
- 2010–2011: The Life of Riley
- 2012: Normans Eroberungen
- 2012: Lost in Yonkers
- 2014: Invincible

## Filmografie
Filme
- 1995: Eskimo Day
- 1996: Cold Enough for Snow

Fernsehserien
- 1993: Covington Cross
- 1996: Soldier Soldier
- 1997–2011: Inspector Barnaby
- 2004, 2012: Doctors
- 2006, 2011, 2014: Casualty
- 2013: Eastenders
- 2013: Young Dracula
- 2014: The Delivery Men